# Rubicon (rivière de Nouvelle-Zélande)
Pour les articles homonymes, voir Rubicon.
La rivière Rubicon   est un cours d’eau mineur de l’Île du Sud de la Nouvelle-Zélande.

## Géographie
Elle a sa source sur le flanc sud-est de la chaîne de Torlesse Range, et alimente la rivière  Kowai.